# Ben Ramakers
Ben Ramakers (Hoensbroek, 25 november 1953 – 2 november 2023) was een Nederlands acteur. 

## Carrière
Ramakers speelde in verschillende bekende Nederlandse series, waaronder Unit 13, Meiden van De Wit en I.M.. Ook had hij bijrollen in films als Abeltje (1998), Lek (2000), Sint (2010) en Oorlogswinter (2008) van Martin Koolhoven. Hij begon bij de Toneelacademie Maastricht en was tevens actief in het theater.
Ramakers overleed onverwachts op de set van de serie Elixer.